# Weingarten (Baden)
Weingarten (Baden) è un comune di 9.749 abitanti del Baden-Württemberg, in Germania.

Appartiene al distretto governativo (Regierungsbezirk) di Karlsruhe ed al circondario (Landkreis) di Karlsruhe (targa KA).